# 신영증권
신영증권주식회사(영어: SHINYOUNG SECURITIES CO., LTD.)는 대한민국의 증권업을 영위하는 기업이다. 1956년 설립되어 증권, 장내외 파생상품 등의 투자매매업 및 투자중개업, 신탁업, 투자자문업, 투자일임업 등을 영위하고 있으며, 현재 본점 포함 9개 지점을 운영하고 있다. 종속기업으로는 신영자산운용과 2019년 10월에 본인가를 취득한 신영부동산신탁이 있다. 발행주식의 53% 이상을 자사주로 보유 중으로 한국 상장사 중 자사주 비중 1위 기업이다.

## 연혁
- 1956년 2월 25일 : 신영증권주식회사 설립
- 1971년 7월 31일 : 현 경영진의 경영권 인수
- 1985년 5월 28일 : 여의도 사옥 입주(대신증권과 공동 사용)
- 1987년 8월 24일 : 한국 증권거래소 상장
- 1996년 8월 1일 : 신영자산운용(구 신영투자신탁운용) 설립
- 2003년 11월 4일 : 투자일임업 등록
- 2005년 2월 25일 : 장외파생금융상품 거래업무 겸영 인가 획득
- 2006년 3월 24일 : 퇴직연금사업자 등록
- 2008년 7월 25일 : 신탁업 인가
- 2014년 7월 16일 : 해외선물업 인가
- 2014년 10월 16일 : 부동산 투자자문업 등록
- 2016년 2월 25일 : 창립 60주년
- 2016년 11월 8일 : 전문사모집합투자업 등록
- 2016년 11월 15일 : 신기술사업금융업 등록
- 2017년 11월 2일 : 국내 전문투자자 대상 역외 투자자문사 및 자산운용사 소개 업무 신고
- 2018년 5월 2일 : 본사 신사옥 오픈
- 2018년 11월 26일 : 차세대신탁시스템 오픈
- 2019년 3월 3일 : 부동산신탁업 예비 인가
- 2019년 3월 31일 : 48년 연속 흑자 달성
- 2019년 10월 23일 : 부동산신탁업 금융위원회 본인가 승인

## 수상 내역
- 1998년 증권감독원 선정, ‘최우수 증권사’ 5년 연속 선정
- 2006년 증권선물 거래소 주최, 증권선물시장발전 공로패 수상
- 2009년 금융감독원 평가, 금융회사 민원발생평가 1등급 기록(2007, 2008년)
- 2011년 대한민국 최고기업 대상 수상
- 2012년 금융감독원 선정, 금융신상품 최우수상 수상
- 2013년 한국투자자보호재단, 3년 연속 최우수 펀드 판매사 선정
- 2014년 한국거래소 주최, 2013년 컴플라이언스 대상 수상
- 2014년 Korea WM Awards, 올해의 펀드판매사 선정
- 2015년 한국경영인협회 주관, 2015년 가장 신뢰받는 기업상 수상(2005, 2009, 2014년)
- 2019년 한국금융투자자보호재단, 최우수 펀드판매사 선정(2011, 2012, 2013, 2015, 2016, 2017, 2018년)

## 영업점
- APEX 영업부: 서울특별시 영등포구 국제금융로 8길 16, 신영증권빌딩 3F (여의도동)
- APEX Private Club 청담: 서울특별시 강남구 압구정로 416, 트리니티플레이스빌딩 8F (청담동)
- APEX Private Club 명동: 서울특별시 중구 명동길 60, T avenue 6F (명동2가)
- APEX Private Club 해운대: 부산광역시 해운대구 해운대해변로 292, 그랜드 조선 부산 B1F (중동)
- APEX 대치: 서울특별시 강남구 남부순환로 2912, 그랑프리엔 2F (대치동)
- APEX 대전: 대전광역시 서구 대덕대로 226, 명동프라자 4F (둔산동)
- APEX 광주: 광주광역시 서구 상무중앙로 58, 타임스타워 14층 (치평동)
- APEX 대구: 대구광역시 수성구 달구벌대로 2397, KB손해보험빌딩 2F (범어동)
- APEX 서면: 부산광역시 부산진구 가야대로 783-1 대호빌딩 2F(부전동)